# Alisca
Alisca római kori katonai tábor maradványa Őcsénytől kissé északra, a volt Szigethpuszta területén, a Báta-patak déli partján. Római kori táborhely Alsó Pannonia provinciában, a Duna jobb partján. A Tabula Peutingerián nem fordul elő. Az Itinerarium Lugio (Dunaszekcső) és Alta Ripa (Tolna) közé minden közelebbi meghatározás nélkül iktatja, ilyenformán: Alisca ad latus.

## Története

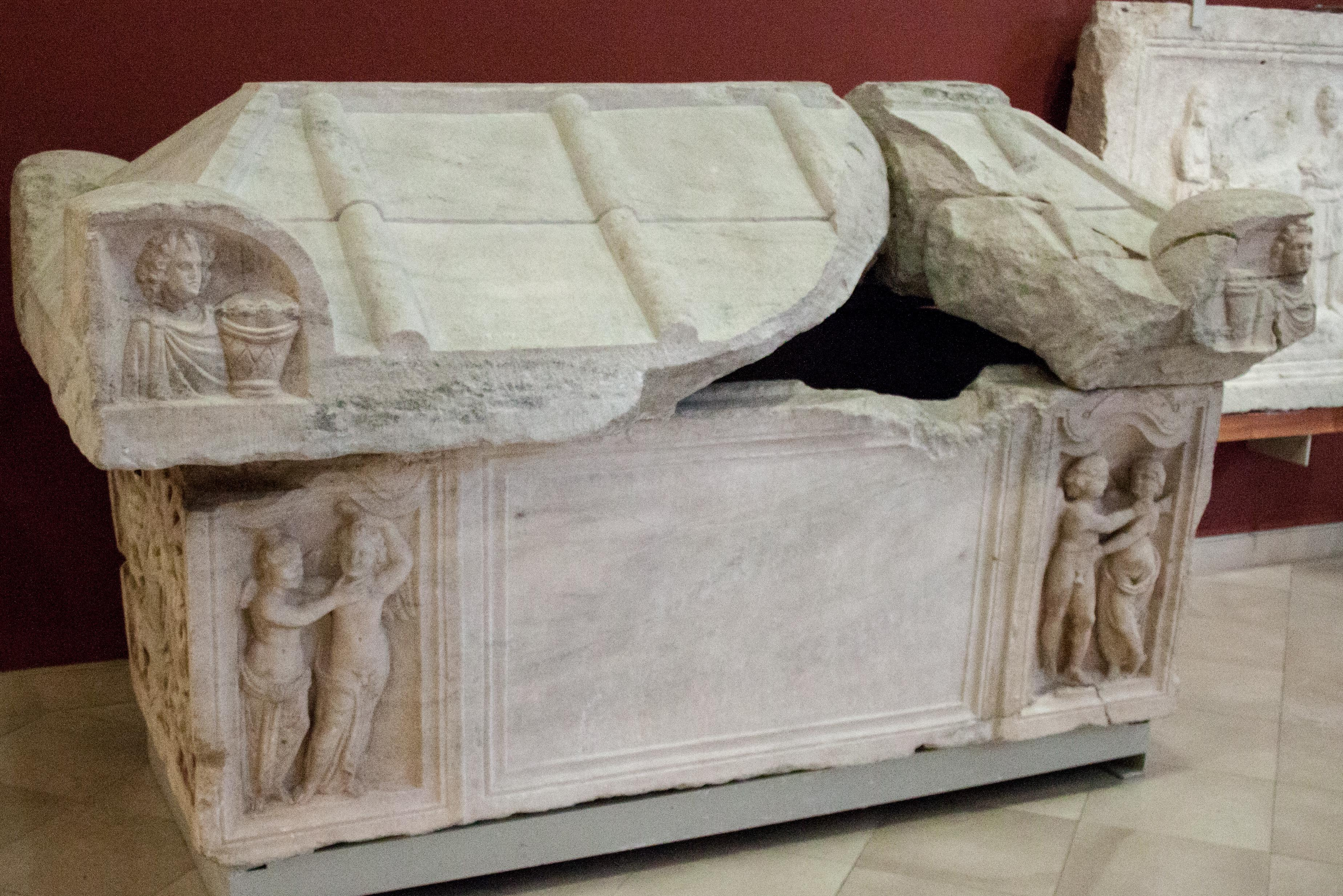
Szekszárd területén talált, valószínűleg már az ókorban feltört római márványszarkofág a Nemzeti Múzeum kőtárából, Cupido és Pszyché, illetve Marszüasz mondájának ábrázolásával

A régi (és hibás) kutatás szerint „Szegzárd” helyén állott, s a tábor a mostani Kalvária-hegy oldalán keresendő. Luigi Ferdinando Marsigli (1726-ban) azt jegyzi meg róla, hogy „arx destructa super monte et variae hic inveniuntur Romanae inscriptiones” (azaz: lefelé a dombról várat és különféle római feliratokat találtam). Wosinsky Mór (Tolna vármegye története I 652. l.) az „Itinerarium ad latus” megjegyzését a Szekszárdtól délkeletre fekvő őcsényi erődre vonatkoztatja, melyet Szekszárddal a 7 km. hosszú ún. „Ördögvettetés” nevű úttöltés köt össze és ahol a cohors I. Noricorum, legio II. ad. Ant. és cohors I. Hemesana téglái kerülnek elő. Magában Aliscában ellenben egy felirat (XIL III 3300) tanúsága szerint a cohors I. Noricorum s a IV. században a Notitia szerint a decentralizált Legio II Adiutrix egyik cohorsa, prefektussal az élén, állomásozott.